# Eliud Williams
Eliud Williams, né en août 1948, est un homme d'État dominiquais, septième président du Commonwealth de la Dominique du 17 septembre 2012 au 2 octobre 2013. Il est élu à l'unanimité (21 voix) par le Parlement à la suite de la démission de Nicholas Liverpool.